# Bathythrix pellucidator
Bathythrix pellucidator là một loài tò vò trong họ Ichneumonidae.